# Котлярівка (Куп'янський район)
Котля́рівка —  село в Україні, у Петропавлівській сільській громаді Куп'янського району Харківської області. Населення становить 255 осіб. До 2020 орган місцевого самоврядування — Кислівська сільська рада.

## Географія
Село Котлярівка знаходиться на відстані 5 км від річки Кобилка. Примикає до села Кислівка. Поруч проходить автомобільна дорога Н26. На відстані 1 км розташована залізнична станція Кислівка.

## Історія
- 1711 — дата заснування.
- 12 червня 2020 року, відповідно до Розпорядження Кабінету Міністрів України  № 725-р «Про визначення адміністративних центрів та затвердження територій територіальних громад Харківської області», увійшло до складу Петропавлівської сільської громади[1].
- 19 липня 2020 року, в результаті адміністративно - територіальної реформи та ліквідації колишнього Куп'янського району, село увійшло до складу Куп'янського району Харківської області[2].
- 5 грудня 2022 року російський агресор здійснив обстріли з танків та артилерії по районах населених пунктів Кислівка, Котлярівка, Табаївка, Крохмальне, Берестове і Вишневе Харківської області.[3]
- 25 грудня 2022 року російський агресор завдав вогневого ураження в районі населеного пункту.[4]
- 7 лютого 2023 року окупанти обстріляли село[5]

## Населення

### Мова
Розподіл населення за рідною мовою за даними перепису 2001 року:
| Мова       | Кількість | Відсоток |
| ---------- | --------- | -------- |
| українська | 237       | 92.94%   |
| російська  | 17        | 6.67%    |
| білоруська | 1         | 0.39%    |
| Усього     | 255       | 100%     |

## Економіка
- Молочно-товарна ферма.